# Paroressia
La paroressia è un'anomalia dell'alimentazione caratterizzata dal particolare desiderio di ingerire determinate sostanze.

## Etimologia
Il termine deriva dal greco para, al di là, oltre e orexis, appetito.

## Eziologia
La causa del fenomeno è sconosciuta.
Può sottintendere una malattia, come nel caso della necessità di assumere sale in corso di malattia di Addison o gesso in caso di deficit di calcio, ma può essere del tutto fisiologica durante la gravidanza, quando le donne iniziano a volere cibi mai ricercati prima.
Caso particolare di paroressia è il picacismo, un disturbo del comportamento alimentare caratterizzato dall'ingestione continuata nel tempo di sostanze non nutritive.